# Wolodia Hajrapetian
Wolodia Hajrapetian – ormiański bokser, srebrny medalista Pucharu Europy z roku 2010, brązowy medalista Mistrzostw Świata Juniorów z roku 2009, mistrz Armenii z roku 2010 oraz brązowy medalista mistrzostw kraju w roku 2013.

## Kariera
W maju 2009 zdobył brązowy medal w kategorii lekkopółśredniej na Mistrzostwach Świata Juniorów w Erywaniu. W 1/8 finału pokonał na punkty (16:1) reprezentanta Białorusi Maksima Siratę. W ćwierćfinale wyeliminował reprezentanta Stanów Zjednoczonych Semajaya Thomasa, pokonując go na punkty (6:3). W półfinale przegrał minimalnie na punkty (10:11) z Rosjaninem Magomiedem Abdułamagomiedowem. 
W styczniu 2010 został mistrzem Armenii w kategorii lekkopółśredniej. W lutym 2010 doszedł do półfinału turnieju Strandża rozgrywanego w Bułgarii. W półfinale przegrał z reprezentantem Bułgarii Miłanem Złatewem. W kwietniu 2010 wziął udział w pierwszej edycji turnieju im. Gagika Carrukiana, zajmując drugie miejsce w kategorii lekkopółśredniej. W październiku 2010 doszedł do finału pierwszej edycji Pucharu Europy. W półfinale pokonał minimalnie na punkty (3:2) Węgra Gyulę Káté. W finale kategorii lekkopółśredniej przegrał z Ukraińcem Wjaczesławem Kysłycynem.
W 2012 rywalizował na turnieju im. Gagika Carrukiana oraz na turnieju Strandża. Udziały zakończył na ćwierćfinale, przegrywając swoje pojedynki. 
W lutym 2013 został brązowym medalistą mistrzostw Armenii, na których uczestniczył w kategorii lekkopółśredniej.